# Numisblatt
Ein Numisblatt ist ein von einem Postdienstleister vertriebenes Papier. Es beinhaltet eine oder mehrere Briefmarken sowie eine oder mehrere Münzen. Die Motive von Briefmarken und Münzen sind dabei aufeinander abgestimmt. Ebenso sind Motivbeschreibungen und technische Angaben üblich.

## Numisblätter in Deutschland

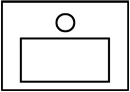
Layout von Münze und Briefmarken im Querformat

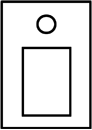
Hochformat

### Herausgeber und Vertreiber
Sonderbriefmarken und Gedenkmünzen werden vom Bundesministerium der Finanzen herausgegeben. Seit 1997 gibt das Bundesministerium der Finanzen zu jeder deutschen Gedenkmünze eine themengleiche Sonderbriefmarke heraus. Aus Sonderbriefmarken und Gedenkmünze fertigt die Deutsche Post AG ein thematisch in sich stimmiges Numisblatt, das weiterführende Informationen zu den Ausgabeanlässen der Gedenkmünzen und Briefmarken enthält, und besorgt dessen Vertrieb.

### Numisblätter beziehen sich auf einen bestimmten Anlass
Numisblätter beziehen sich, im Gegensatz zu Numisbriefen, auf ein bestimmtes herausragendes aktuelles oder (zeit-)geschichtliches Ereignis, eine herausragende Persönlichkeit oder eine herausragende Leistung.
Beispiele für herausragende Ereignisse, Persönlichkeiten oder Leistungen, die mit Numisblättern gewürdigt wurden (Jahr der Erstausgabe des Numisblattes):
- 50 Jahre Saarland (2007)
- 50 Jahre Römische Verträge (2007)
- 250. Geburtstag Wolfgang Amadeus Mozart (2006)
- FIFA Fußball-Weltmeisterschaft Deutschland 2006 (2003–2006)
- 1200 Jahre Magdeburg (2005)
- Schillerjahr (2005)
- Weltkulturerbe der UNESCO - Bauhausstätten in Weimar und Dessau (2004)
- Internationale Raumstation ISS (2004)
- 50 Jahre Grundgesetz der Bundesrepublik Deutschland (1999)
- 100 Jahre Dieselmotor (1997)

### Sonderbriefmarken in Numisblättern
Zur Gedenkmünze im Numisblatt passend werden aktuelle themengleiche Sonderbriefmarken beigelegt, die jeweils mit dem zur Markenausgabe von der Deutschen Post vorgesehenen Sonderstempel unter dem Datum des Ersttages entwertet und auf das Numisblatt aufgeklebt sind. Die Sonderbriefmarken können dabei in Form
- eines Zehnerkleinbogens,
- einer Blockausgabe,
- von Viererblocks oder
- Zweierstreifen

im Numisblatt enthalten sein. Zum Schutz vor Beschädigungen ist das Numisblatt zusätzlich mit einer linksseitig gelochten Plastikhülle versehen, die das fortlaufende Abheften der Numisblätter in speziell dafür vorgesehenen Alben ermöglicht.

### Gedenkmünzen in Numisblättern
Die 10-DM-Gedenkmünzen in Numisblättern sind bis auf den Jahrgang 1997 Silbermünzen aus Sterlingsilber (925/1000) mit einem Gewicht von 15,5 Gramm. Im Jahrgang 1997 wurden die deutschen Silbermünzen noch aus 625/1000-Silber gefertigt. Die 10-Euro-Gedenkmünzen sind bis einschließlich Jahrgang 2010 Silbermünzen aus Sterlingsilber (925/1000). Mit einem Gewicht von 18 Gramm enthält die Legierung der Münze gut eine halbe Unze Silber. Ab 2011 wurde der Silbergehalt für die deutschen Silbermünzen auf 625/1000 reduziert. Die Normalprägung wurde ab Ausgabe 2/2011 sogar auf eine Kupfer-Nickel-Legierung reduziert. Ausgabe 1/2011 ist somit die einzige 10-Euro-Gedenkmünze in Normalprägung mit einem Silbergehalt von 625/1000 und einem Gewicht von 16 Gramm.
Eine deutsche 25-Euro-Gedenkmünze aus Feinsilber (999/1000) gab es erstmals 2015. Somit handelte es sich bis Ausgabe 1/2011 um deutsche Silbermünzen mit höchstem verfügbaren Feingehalt. In Deutschland werden Silbergedenkmünzen in einfachem Prägeverfahren (Normalprägung) und Spiegelglanz (= besseres Prägeverfahren) hergestellt. Die Gedenkmünzen in Numisblättern werden in einfachem Prägeverfahren hergestellt. Üblicherweise sind diese Gedenkmünzen in jeder Geschäftsbank zum Nennwert erhältlich. Da die Gedenkmünzen nicht aus dem Umlauf stammen ist der Erhaltungsgrad der Gedenkmünze ungemindert. Auch können künftige Wertminderungen im Erhaltungsgrad aufgrund von Kratzern oder Abrieb etc. nahezu ausgeschlossen werden, da die Münze in das Numisblatt eingeschweißt ist.

### Diskussion über Numisblätter in Kreisen der Münzsammler und in Kreisen der Philatelie
Die Diskussion lässt sich eigentlich ganz leicht auf den Punkt bringen: Jene, die Münzen sammeln, beschäftigen sich normalerweise nicht noch zusätzlich mit Briefmarken und jene, die Briefmarken sammeln (siehe auch Philatelie), beschäftigen sich normalerweise nicht noch zusätzlich mit Münzen. Hinzu kommt, dass es sich bei den Gedenkmünzen nicht um die beliebte, weil hochwertigere, Spiegelglanzprägung handelt. Aus traditioneller Betrachtungsweise scheint daher die Münze und die Briefmarke nicht für jeden Sammler miteinander vereinbar.
Dennoch gibt es wohl auch eine nicht unerhebliche Gruppe von Liebhabern, welche sich an der Würdigung bedeutender Ereignisse, Personen und Leistungen erfreuen können. Seitdem 1995 das Herausgaberecht von deutschen Briefmarken vom Bundesminister für Post und Telekommunikation auf den Bundesminister der Finanzen überging, lag wohl nichts näher, als Münze zu Briefmarke thematisch anzugleichen. Warum sollte auch etwas nur durch die Münze oder nur durch die Briefmarke gewürdigt werden? Gerade die Themengleichheit von Münze und Briefmarke sei es wohl, welche einige Sammler dazu bewege nicht mehr nur schwerpunktmäßig rein numismatisch oder rein philatelistisch zu sammeln, sondern themenorientiert. Man orientiere sich also daran, was dargestellt wird, und nicht mehr so sehr am Träger der Darstellung.

### Numisergänzungsblätter
Numisergänzungsblätter, oft auch nur als Ergänzungsblätter bezeichnet, sind Ausgaben von privaten Verlegern, die den originalen Numisblättern der Deutschen Post durch Verwendung des gleichen Layoutdesigns zum Verwechseln ähnlich sehen. Bisher gibt es nur zwei solcher Blätter, die in diese Kategorie fallen (aus den Jahren 1999 und 2005; Stand 2015), da die Deutsche Post AG rechtlich gegen die Herausgeber vorgeht. Auf Online-Auktionsplattformen wie eBay werden die Blätter aufgrund ihrer Seltenheit und da viele Sammler dem Glauben verfallen es handele sich um Originalausgaben zu Preisen vergleichbar denen des Numisblatts 1/1997 gehandelt. Die Blätter enthalten zwar originale Briefmarkenausgaben mit Ersttagsstempel aber anstelle einer Gedenkmünze eine zum Thema passende Medaille aus unedlem Material.

## Belege
1. ↑  postfrisch, Das Philatelie-Journal: Vereinigung hoheitlicher Symbole – 10 Jahre Numisblätter, Juli/August 2007, S. 6 f
2. ↑  Diskussion zur Herausgabe der Ergänzungsblätter: Archivierte Kopie (Memento des Originals vom 22. August 2011 im Internet Archive)  Info: Der Archivlink wurde automatisch eingesetzt und noch nicht geprüft. Bitte prüfe Original- und Archivlink gemäß Anleitung und entferne dann diesen Hinweis.